# Brendan Fletcher (Schauspieler)

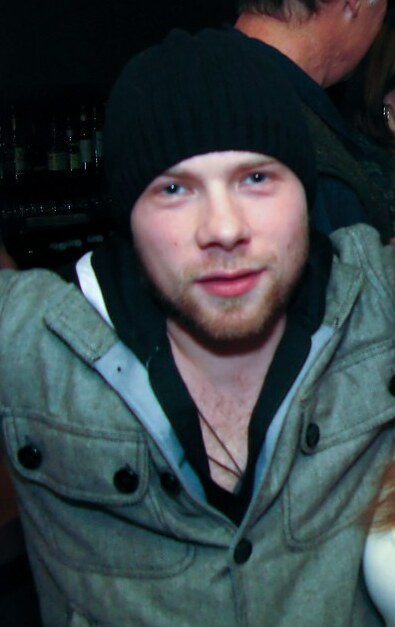
Brendan Fletcher, 2009

Brendan Fletcher (* 15. Dezember 1981 in Comox Valley, British Columbia, Kanada) ist ein kanadischer Schauspieler.

## Werdegang
Seinen ersten Auftritt hatte Brendan Fletcher 1995, im Alter von 13 Jahren im Film Little Criminals mit der Hauptrolle des Des. Bald hatte Brendan Fletcher auch einige Fernsehgastauftritte und Nebenrollen in Filmen. Er erhielt zahlreiche Auszeichnungen. In den 2000er und 2010er Jahren drehte er oft mit Regisseur Uwe Boll. Sein Schaffen umfasst mehr als 120 Film- und Fernsehproduktionen.

## Filmografie (Auswahl)
- 1995: Little Criminals
- 1995: Gänsehaut – Die Stunde der Geister (Goosebumps, Fernsehserie, 2 Folgen)
- 1996: Family Belessing
- 1996: Death Attack – Der Tod im Visier (Dead Ahead)
- 1997: Trucks – Out of Control (Trucks)
- 1997: Spiel mit höchstem Risiko (High Stakes)
- 1997: Ein ganz normaler Heiliger (Nothing Sacred, Fernsehserie, Folge 1x01)
- 1997: Virus
- 1997: Kampf ums Überleben (Keeping the Promise)
- 1997: Air Bud – Champion auf vier Pfoten (Air Bud)
- 1997–2000: Die Fälle der Shirley Holmes (The Adventures of Shirley Holmes, Fernsehserie, 14 Folgen)
- 1998: Millennium – Fürchte deinen Nächsten wie Dich selbst (Millennium, Fernsehserie, Folge 2x19)
- 1998: Welcome to Paradox (Fernsehserie, Folge 1x09)
- 1998: Der lange Weg der Hoffnung (Floating Away)
- 1998: The Crow – Die Serie (The Crow: Stairway to Heaven, Fernsehserie, Folge 1x05)
- 1998: Mein Uropa, der Held (Tourist Trap)
- 1998, 2001: Da Vinci’s Inquest (Fernsehserie, 2 Folgen)
- 1999: Dead Man’s Gun (Fernsehserie, Folge 2x20)
- 1999: My Fath’s Angel
- 1999: The Five Senses
- 1999: Rollercoaster
- 1999: Jimmy Zip
- 1999: Das Ende des Sommers (Summer’s End)
- 2000: Scorn
- 2000: Trixie
- 2000–2001: Caitlin’s Way (Fernsehserie, 21 Folgen)
- 2000: The Law of Enclosures
- 2001: Turning Paige
- 2001: Auf kalter Spur (Cold Squad, Fernsehserie, Folge 4x10)
- 2001: Dice (Miniserie)
- 2001: The Unsaid – Lautlose Schreie (The Unsaid)
- 2001: The Cave
- 2001: Anatomy of a Hate Crime
- 2001: Night Visions (Fernsehserie, Folge 1x08)
- 2002: Tom Stone (Fernsehserie, Folge 2x06)
- 2002: Jake 2.0 (Fernsehserie, Folge 1x05)
- 2003: Heart of America
- 2003: Freddy vs. Jason
- 2003: The Death and Life of Nancy Eaton
- 2003: Tru Calling – Schicksal reloaded! (True Calling, Fernsehserie, Folge 1x06)
- 2004: Everyone
- 2004: Touching Evil (Fernsehserie)
- 2004: Ginger Snaps II – Entfesselt (Ginger Snaps 2: Unleashed)
- 2004: Mojave
- 2004: The Final Cut – Dein Tod ist erst der Anfang (The Final Cut)
- 2004: The Collector (Fernsehserie)
- 2004: Ginger Snaps III – Der Anfang (Ginger Snaps Back: The Beginning)
- 2004: Eighteen
- 2004: Lucky Stars
- 2005: Paper Moon Affair
- 2005: Tideland
- 2005: Intelligence
- 2005: Getting Gilliam
- 2005: Alone in the Dark
- 2006: Supernatural (Fernsehserie, Folge 1x14)
- 2006: Die Chaoscamper (RV)
- 2006: Saved (Fernsehserie, Folge 1x11)
- 2006: Masters of Horror (Fernsehserie, Folge 2x01)
- 2006: Rapid Fire – Der Tag ohne Wiederkehr (Rapid Fire)
- 2007: BloodRayne II: Deliverance
- 2007: CSI: Vegas (CSI: Crime Scene Investigation, Fernsehserie, Folge 7x16)
- 2007: Green River
- 2007: The Green Chain
- 2007: The Onion Movie
- 2007: 88 Minuten (88 Minutes)
- 2008: Monster Village – Das Dorf der Verfluchten (Ogre)
- 2009, 2011: Heartland – Paradies für Pferde (Heartland, Fernsehserie, 2 Folgen)
- 2009: Rampage
- 2010: The Pacific (Miniserie, 4 Folgen)
- 2010: Bloodrayne: The Third Reich
- 2010: Smoke Screen (Fernsehfilm)
- 2010: Shattered (Fernsehserie, Folge 1x07)
- 2011: Blubberella
- 2011: Gangsters (Edwin Boyd: Citizen Gangster)
- 2012: Alcatraz (Fernsehserie, 2 Folgen)
- 2012: Hannah’s Law (Fernsehfilm)
- 2012: Ring of Fire – Flammendes Inferno (Ring of Fire, Fernsehfilm)
- 2013: The Killing (Fernsehserie, 3 Folgen)
- 2013: 13 Eerie – We Prey for You (13 Eerie)
- 2014: Leprechaun: Origins
- 2014: Bates Motel (Fernsehserie, Folge 2x02)
- 2014: Rampage: Capital Punishment
- 2014: Rogue (Fernsehserie, 10 Folgen)
- 2015: The Revenant – Der Rückkehrer (The Revenant)
- 2016: Rampage: President Down
- 2017: Cardinal (Fernsehserie, 6 Folgen)
- 2018: Nomis – Die Nacht des Jägers (Night Hunter)
- 2018: Open 24 Hours
- 2018–2019: Arrow (Fernsehserie, 7 Folgen)
- 2019–2020: Mysterious Mermaids (Siren, Fernsehserie, 13 Folgen)
- 2021: Dangerous
- 2022: Violent Night
- 2022: Billy the Kid (Fernsehserie, 2 Folgen)
- 2023: The Last of Us (Fernsehserie, Folge 1x01)
- 2023: Fargo (Fernsehserie, 1 Folge)

## Auszeichnungen
Gemini Award
- 1997-Nominiert: beste Schauspielerische Leistung für eine Leading Rolle in „Little Criminals“ (1995; TV)
- 2001-Preisträger: beste Schauspielerische Leistung in „Caitlin’s Way“ (2003)
- 2003-Nominiert: beste Schauspielerische Leistung für eine Featured Supporting Rolle in „100 Days in the Jungle“ (2002; TV)
- 2005-Preisträger: beste Schauspielerische Leistung für eine Leading Rolle in „The Death and Life of Nancy Eaton“ (2003; TV)

Genie Award
- 2002-Preisträger: beste Schauspielerische Leistung für die Hauptrolle in „The Law of Enclosures“ (2000)
- 2003-Nominiert: beste Schauspielerische Leistung für die Nebenrolle Rolle in „Turning Paige“ (2001)

Leo-Awards
- 1996-Preisträger: bester Schauspieler in „Little Criminals“ (1995)
- 2005-Nominiert: beste Supporting Performance in „Everyone“ (2004)
- 2006-Nominiert: beste Lead Performance in „Paper Moon Affair“ (2005)

Phoenix Film Festival
- 2001-Preisträger: best Ensemble in „Rollercoaster“ (1999)

VFCC (Vancouver Film Critice Circle) Award
- 2001-Preisträger: bester Schauspieler in „Rollercoaster“ (1999)

Wine Country Film Festival
- 2000-Preisträger: bester Schauspieler in „My Father’s Angel“ (1999)

YTV-Achievement Award
- 1997-Nominiert: bester Schauspieler
- 1999-Preisträger: bester Schauspieler

Young Artist Award
- 1998-Nominiert: best Performance in „Air Bud“ (1997)
- 2000-Nominiert: best Performance in „Summer’s End“ (1999; TV)